# Lilian Laslandes
Lilian Laslandes (Pauillac, 4 settembre 1971) è un allenatore di calcio ed ex calciatore francese, di ruolo attaccante, tecnico in seconda del Bastia.

## Carriera

### Club
Il 2 agosto del 1997 realizza la sua prima rete stagionale in Bordeaux-Monaco (1-0).
Nel 2001 passa agli inglesi del Sunderland: pagato l'equivalente di € 5 milioni, Laslandes gioca 14 incontri segnando 1 gol in Football League Cup in due anni. In seguito alle sue prestazioni in Premier League, è inserito al ventesimo posto nella lista dei 50 peggiori attaccanti del massimo campionato inglese.

### Nazionale
Con la rappresentativa calcistica del suo paese è sceso in campo in 7 partite segnando 3 gol e debuttando il 12 novembre 1997 in Francia-Scozia 2-1.

### Dopo il ritiro
Il 9 maggio 2011 la dirigenza del Bordeaux aveva ufficializzato la sua entrata nell'équipe tecnica della squadra, andando a ricoprire il ruolo di responsabile degli attaccanti fino al 30 giugno 2013.

## Palmarès

### Club

#### Competizioni nazionali
- Campionato francese: 2

Auxerre: 1995-1996
Bordeaux: 1998-1999
- Coppa di Francia: 2

Auxerre: 1993-1994, 1995-1996